# Ava Max/Diskografie
Diese Diskografie ist eine Übersicht über die musikalischen Werke der US-amerikanischen Popsängerin Ava Max. Den Quellenangaben und Schallplattenauszeichnungen zufolge hat sie bisher mehr als 36,4 Millionen Tonträger verkauft, davon alleine in ihrer Heimat über 14 Millionen. Ihre erfolgreichste Veröffentlichung ist die Debütsingle Sweet but Psycho mit über 10,9 Millionen verkauften Einheiten.

## Alben

### Studioalben
| Jahr | Titel Musiklabel                              | Höchstplatzierung, Gesamtwochen, AuszeichnungChartplatzierungen (Jahr, Titel, Musiklabel, Platzierungen, Wochen, Auszeichnungen, Anmerkungen) | Höchstplatzierung, Gesamtwochen, AuszeichnungChartplatzierungen (Jahr, Titel, Musiklabel, Platzierungen, Wochen, Auszeichnungen, Anmerkungen) | Höchstplatzierung, Gesamtwochen, AuszeichnungChartplatzierungen (Jahr, Titel, Musiklabel, Platzierungen, Wochen, Auszeichnungen, Anmerkungen) | Höchstplatzierung, Gesamtwochen, AuszeichnungChartplatzierungen (Jahr, Titel, Musiklabel, Platzierungen, Wochen, Auszeichnungen, Anmerkungen) | Höchstplatzierung, Gesamtwochen, AuszeichnungChartplatzierungen (Jahr, Titel, Musiklabel, Platzierungen, Wochen, Auszeichnungen, Anmerkungen) | Anmerkungen                                                    |
| Jahr | Titel Musiklabel                              | DE | AT | CH | UK | US | Anmerkungen                                                    |
| ---- | --------------------------------------------- | --- | --- | --- | --- | --- | -------------------------------------------------------------- |
| 2020 | Heaven & Hell Atlantic Records (WMG)          | DE7 Gold · (53 Wo.)DE | AT6 Gold · (69 Wo.)AT | CH5 (132 Wo.)CH | UK2 Gold · (32 Wo.)UK | US27 Platin · (34 Wo.)US | Erstveröffentlichung: 18. September 2020 Verkäufe: + 1.767.500 |
| 2023 | Diamonds & Dancefloors Atlantic Records (WMG) | DE8 (5 Wo.)DE | AT6 (5 Wo.)AT | CH8 (11 Wo.)CH | UK11 (2 Wo.)UK | US34 (1 Wo.)US | Erstveröffentlichung: 27. Januar 2023 Verkäufe: + 7.000        |

### EPs
| Jahr | Titel Musiklabel                                  | Anmerkungen                                                                    |
| ---- | ------------------------------------------------- | ------------------------------------------------------------------------------ |
| 2008 | Amanda Kay Denny Hits                             | Erstveröffentlichung: 12. September 2008 vom Markt genommene EP als Amanda Kay |
| 2022 | A Sweet but Psycho Halloween X5 Music Group (WMG) | Erstveröffentlichung: 27. Oktober 2022                                         |

## Singles

### Als Leadmusikerin
| Jahr | Titel Album                                     | Höchstplatzierung, Gesamtwochen, AuszeichnungChartplatzierungen (Jahr, Titel, Album, Platzierungen, Wochen, Auszeichnungen, Anmerkungen) | Höchstplatzierung, Gesamtwochen, AuszeichnungChartplatzierungen (Jahr, Titel, Album, Platzierungen, Wochen, Auszeichnungen, Anmerkungen) | Höchstplatzierung, Gesamtwochen, AuszeichnungChartplatzierungen (Jahr, Titel, Album, Platzierungen, Wochen, Auszeichnungen, Anmerkungen) | Höchstplatzierung, Gesamtwochen, AuszeichnungChartplatzierungen (Jahr, Titel, Album, Platzierungen, Wochen, Auszeichnungen, Anmerkungen) | Höchstplatzierung, Gesamtwochen, AuszeichnungChartplatzierungen (Jahr, Titel, Album, Platzierungen, Wochen, Auszeichnungen, Anmerkungen) | Anmerkungen                                                                               |
| Jahr | Titel Album                                     | DE | AT | CH | UK | US | Anmerkungen                                                                               |
| --- | ----------------------------------------------- | --- | --- | --- | --- | --- | ----------------------------------------------------------------------------------------- |
| 2018 | Sweet but Psycho Heaven & Hell                  | DE1 Diamant · (50 Wo.)DE | AT1 ×3Dreifachplatin · (42 Wo.)AT | CH1 ×4Vierfachplatin · (72 Wo.)CH | UK1 ×4Vierfachplatin · (53 Wo.)UK | US10 ×4Vierfachplatin · (35 Wo.)US | Erstveröffentlichung: 17. August 2018 Verkäufe: + 10.998.333                              |
| 2019 | So Am I Heaven & Hell                           | DE21 Gold · (18 Wo.)DE | AT26 Platin · (19 Wo.)AT | CH18 Platin · (26 Wo.)CH | UK13 Platin · (16 Wo.)UK | US— PlatinUS | Erstveröffentlichung: 7. März 2019 Verkäufe: + 2.845.000                                  |
| 2019 | Torn Heaven & Hell                              | DE59 (12 Wo.)DE | AT60 Gold · (5 Wo.)AT | CH28 Gold · (18 Wo.)CH | UK87 (2 Wo.)UK | — | Erstveröffentlichung: 19. August 2019 Verkäufe: + 280.000                                 |
| 2019 | Tabú –                                          | — | — | — | — | — | Erstveröffentlichung: 6. November 2019 Verkäufe: + 83.000; mit Pablo Alborán              |
| 2019 | Salt Heaven & Hell                              | DE10 Platin · (27 Wo.)DE | AT8 ×2Doppelplatin · (25 Wo.)AT | CH8 (38 Wo.)CH | UK— SilberUK | US— GoldUS | Erstveröffentlichung: 12. Dezember 2019 Verkäufe: + 2.085.000                             |
| 2020 | Kings & Queens Heaven & Hell                    | DE16 ×3Dreifachgold · (57 Wo.)DE | AT12 ×2Doppelplatin · (47 Wo.)AT | CH5 (59 Wo.)CH | UK19 Platin · (31 Wo.)UK | US13 ×2Doppelplatin · (27 Wo.)US | Erstveröffentlichung: 12. März 2020 Verkäufe: + 4.723.333                                 |
| 2020 | Who’s Laughing Now Heaven & Hell                | DE65 (16 Wo.)DE | AT60 Gold · (9 Wo.)AT | CH34 (24 Wo.)CH | UK93 (1 Wo.)UK | — | Erstveröffentlichung: 30. Juli 2020 Verkäufe: + 395.000                                   |
| 2020 | OMG What’s Happening Heaven & Hell              | DE— aDE | — | CH65 (1 Wo.)CH | — | — | Erstveröffentlichung: 3. September 2020 Verkäufe: + 80.000                                |
| 2020 | Christmas Without You –                         | DE23 (23 Wo.)DE | AT28 (19 Wo.)AT | CH32 (18 Wo.)CH | UK43 b (6 Wo.)UK | — | Erstveröffentlichung: 15. Oktober 2020                                                    |
| 2020 | My Head & My Heart Heaven & Hell                | DE22 Gold · (22 Wo.)DE | AT26 Platin · (17 Wo.)AT | CH19 (28 Wo.)CH | UK18 Platin · (25 Wo.)UK | US45 Platin · (12 Wo.)US | Erstveröffentlichung: 19. November 2020 Verkäufe: + 2.650.000                             |
| 2021 | EveryTime I Cry –                               | DE58 (13 Wo.)DE | AT— GoldAT | CH97 (2 Wo.)CH | UK99 (1 Wo.)UK | — | Erstveröffentlichung: 8. Juni 2021 Verkäufe: + 140.000                                    |
| 2021 | The Motto A Sweet But Psycho Halloween • Drive  | DE10 Platin · (50 Wo.)DE | AT10 ×2Doppelplatin · (43 Wo.)AT | CH5 (56 Wo.)CH | UK12 Platin · (29 Wo.)UK | US42 Platin · (16 Wo.)US | Erstveröffentlichung: 4. November 2021 Verkäufe: + 3.560.000; mit Tiësto                  |
| 2022 | Maybe You’re the Problem Diamonds & Dancefloors | DE65 (14 Wo.)DE | AT75 (1 Wo.)AT | — | UK83 (7 Wo.)UK | — | Erstveröffentlichung: 28. April 2022 Verkäufe: + 55.000                                   |
| 2022 | Million Dollar Baby Diamonds & Dancefloors      | DE— cDE | — | — | — | — | Erstveröffentlichung: 1. September 2022 Verkäufe: + 125.000                               |
| 2022 | Weapons Diamonds & Dancefloors                  | — | — | CH95 (1 Wo.)CH | — | — | Erstveröffentlichung: 10. November 2022                                                   |
| 2022 | Dancing’s Done Diamonds & Dancefloors           | — | — | — | — | — | Erstveröffentlichung: 20. Dezember 2022 Verkäufe: + 25.000                                |
| 2023 | One of Us Diamonds & Dancefloors                | — | — | — | — | — | Erstveröffentlichung: 12. Januar 2023                                                     |
| 2023 | Ghost Diamonds & Dancefloors                    | — | — | — | — | — | Erstveröffentlichung: 12. Mai 2023                                                        |
| 2023 | Car Keys (Ayla) –                               | — | — | — | — | — | Erstveröffentlichung: 30. Juni 2023 Verkäufe: + 109.000; mit Alok                         |
| 2024 | My Oh My –                                      | — | — | — | — | — | Erstveröffentlichung: 4. April 2024                                                       |
| 2024 | Spot a Fake –                                   | — | — | — | — | — | Erstveröffentlichung: 20. September 2024                                                  |
| 2024 | Forever Young –                                 | DE10 (28 Wo.)DE | AT36 (9 Wo.)AT | CH34 Gold · (13 Wo.)CH | — | US90 (… Wo.)US | Erstveröffentlichung: 18. Oktober 2024 Verkäufe: + 215.000; mit Alphaville & David Guetta |
| 2024 | 1 Wish –                                        | — | — | — | — | — | Erstveröffentlichung: 31. Oktober 2024                                                    |
| 2025 | Lost Your Faith –                               | — | — | — | — | — | Erstveröffentlichung: 7. Februar 2025                                                     |
| 2025 | Lovin Myself –                                  | — | — | — | — | — | Erstveröffentlichung: 29. Mai 2025                                                        |
| 2025 | Wet, Hot American Dream –                       | — | — | — | — | — | Erstveröffentlichung: 1. Juli 2025                                                        |
| Folgende Lieder erschienen nicht als Single, wurden aber durch das Album zum Download und Streaming bereitgestellt und konnten somit eine Platzierung erlangen: |                                                 | | | | | |                                                                                           |
| |                                                 | | | | | |                                                                                           |
| 2023 | Choose Your Fighter Barbie: The Album           | — | — | — | UK90 (2 Wo.)UK | — | Charteinstieg: 3. August 2023                                                             |

### Als Gastmusikerin
| Jahr | Titel Album                     | Höchstplatzierung, Gesamtwochen, AuszeichnungChartplatzierungen (Jahr, Titel, Album, Platzierungen, Wochen, Auszeichnungen, Anmerkungen) | Höchstplatzierung, Gesamtwochen, AuszeichnungChartplatzierungen (Jahr, Titel, Album, Platzierungen, Wochen, Auszeichnungen, Anmerkungen) | Höchstplatzierung, Gesamtwochen, AuszeichnungChartplatzierungen (Jahr, Titel, Album, Platzierungen, Wochen, Auszeichnungen, Anmerkungen) | Höchstplatzierung, Gesamtwochen, AuszeichnungChartplatzierungen (Jahr, Titel, Album, Platzierungen, Wochen, Auszeichnungen, Anmerkungen) | Höchstplatzierung, Gesamtwochen, AuszeichnungChartplatzierungen (Jahr, Titel, Album, Platzierungen, Wochen, Auszeichnungen, Anmerkungen) | Anmerkungen                                                                                     |
| Jahr | Titel Album                     | DE | AT | CH | UK | US | Anmerkungen                                                                                     |
| ---- | ------------------------------- | --- | --- | --- | --- | --- | ----------------------------------------------------------------------------------------------- |
| 2015 | Take Away the Pain Beautiful    | — | — | — | — | — | Erstveröffentlichung: 16. Juli 2015 Project 46 feat. Ava Koci                                   |
| 2017 | Clap Your Hands –               | — | — | — | — | — | Erstveröffentlichung: 4. August 2017 Le Youth feat. Ava Max                                     |
| 2018 | Into Your Arms –                | — | — | — | — | US— ×2DoppelplatinUS | Erstveröffentlichung: 8. Juni 2018 Verkäufe: + 2.230.000; Witt Lowry feat. Ava Max              |
| 2018 | Make Up –                       | — | — | — | — | — | Erstveröffentlichung: 20. Oktober 2018 Vice & Jason Derulo feat. Ava Max                        |
| 2019 | Slow Dance Skyview              | — | — | — | — | US— GoldUS | Erstveröffentlichung: 9. August 2019 Verkäufe: + 500.000; AJ Mitchell feat. Ava Max             |
| 2019 | Alone, Pt. II World of Walker   | DE47 Gold · (12 Wo.)DE | AT45 Platin · (7 Wo.)AT | CH47 (16 Wo.)CH | UK— SilberUK | — | Erstveröffentlichung: 27. Dezember 2019 Verkäufe: + 1.115.000; Alan Walker feat. Ava Max        |
| 2020 | On Me Scoob! The Album (O.S.T.) | — | — | — | — | US— GoldUS | Erstveröffentlichung: 15. Mai 2020 Verkäufe: + 500.000; Thomas Rhett & Kane Brown feat. Ava Max |
| 2020 | Stop Crying Your Heart Out –    | — | — | — | UK7 (2 Wo.)UK | — | Erstveröffentlichung: 13. November 2020 als Teil von Children in Need; Original: Oasis          |
| 2021 | Sad Boy –                       | DE— dDE | — | — | — | — | Erstveröffentlichung: 10. September 2021 R3hab & Jonas Blue feat. Ava Max & Kylie Cantrall      |
| 2024 | Whatever Kygo                   | DE15 Gold · (34 Wo.)DE | AT22 Platin · (30 Wo.)AT | CH15 Platin · (34 Wo.)CH | UK15 Gold · (20 Wo.)UK | US— GoldUS | Erstveröffentlichung: 19. Januar 2024 Verkäufe: + 1.958.000; Kygo feat. Ava Max                 |
| 2024 | Brought the Heat Back (Remix) – | — | — | — | — | — | Erstveröffentlichung: 9. August 2024 Enhypen feat. Ava Max                                      |

## Musikvideos
| Jahr | Titel                      | Regie                         |
| ---- | -------------------------- | ----------------------------- |
| 2017 | Clap Your Hands            | Rafatoon                      |
| 2018 | My Way                     | Jake Wilson                   |
| 2018 | Into Your Arms             | Bobby Hanaford                |
| 2018 | Sweet but Psycho           | Shomi Patwary                 |
| 2018 | Make Up                    | Isaac Rentz                   |
| 2019 | So Am I                    | Isaac Rentz                   |
| 2019 | Freaking Me Out            | Edgar Daniel                  |
| 2019 | Torn                       | Joseph Kahn                   |
| 2019 | Slow Dance                 | Miles & AJ                    |
| 2019 | Tabú                       | Santiago Salviche             |
| 2019 | Alone, Pt. II              | Kristian Berg                 |
| 2020 | Kings & Queens             | Isaac Rentz                   |
| 2020 | On Me                      | Kyle Cogan                    |
| 2020 | Who’s Laughing Now         | Isaac Rentz                   |
| 2020 | OMG What’s Happening       | Hannah Lux Davis              |
| 2020 | Naked                      | HannahLux Davis               |
| 2020 | Stop Crying Your Heart Out | Phill Deacon                  |
| 2021 | My Head & My Heart         | Charm L’Adonna, Emil Nava     |
| 2021 | EveryTime I Cry            | Ava Max, Charlotte Rutherford |
| 2021 | Sad Boy                    | Noah Sterling                 |
| 2021 | The Motto                  | Christian Breslauer           |
| 2022 | The Motto, Pt. II          | Charm L’Adonna                |
| 2022 | Maybe You’re the Problem   | Joseph Kahn                   |
| 2022 | Million Dollar Baby        | Andrew Donoho                 |
| 2022 | Christmas Without You      | Ava Max                       |
| 2023 | Car Keys (Ayla)            | Adrian Villagomez             |
| 2024 | Whatever                   | Dano Cerny                    |
| 2024 | My Oh My                   | Hunter Moreno                 |
| 2025 | Forever Young              | Gemma Yin                     |
| 2025 | Lost Your Faith            |                               |

## Promoveröffentlichungen
| Jahr | Titel Album                                           | Anmerkungen                                              |
| ---- | ----------------------------------------------------- | -------------------------------------------------------- |
| 2013 | Satellite –                                           | Erstveröffentlichung: 20. Oktober 2013 als Ava           |
| 2013 | Take Away the Pain –                                  | Erstveröffentlichung: 20. Oktober 2013 als Ava           |
| 2016 | Jet Set –                                             | Erstveröffentlichung: 10. Januar 2016 als Ava            |
| 2016 | Anyone but You –                                      | Erstveröffentlichung: 29. Juli 2016 als Ava              |
| 2018 | My Way –                                              | Erstveröffentlichung: 20. April 2018                     |
| 2018 | Slippin –                                             | Erstveröffentlichung: 9. Mai 2018 feat. Gashi            |
| 2018 | Not Your Barbie Girl Heaven & Hell (Japanese Edition) | Erstveröffentlichung: 13. August 2018 Verkäufe: + 25.000 |
| 2019 | Freaking Me Out –                                     | Erstveröffentlichung: 31. Juli 2019                      |
| 2019 | Blood, Sweat & Tears –                                | Erstveröffentlichung: 31. Juli 2019                      |
| 2019 | On Somebody –                                         | Erstveröffentlichung: 30. Dezember 2019                  |
| 2020 | Naked Heaven & Hell                                   | Erstveröffentlichung: 18. September 2020                 |
| 2023 | Cold as Ice Diamonds & Dancefloors                    | Erstveröffentlichung: 24. Januar 2023                    |
| 2023 | Choose Your Fighter Barbie: The Album                 | Erstveröffentlichung: 21. Juli 2023                      |

## Sonderveröffentlichungen
| Jahr | Titel Album                   | Anmerkungen                                                         |
| ---- | ----------------------------- | ------------------------------------------------------------------- |
| 2015 | Take Away the Pain Beautiful  | Erstveröffentlichung: 10. Juli 2015 Project 46 feat. Ava Koci       |
| 2018 | Let It Be Me 7                | Erstveröffentlichung: 14. September 2018 David Guetta feat. Ava Max |
| 2021 | Slow Dance Skyview            | Erstveröffentlichung: 8. Oktober 2021 AJ Mitchell feat. Ava Max     |
| 2021 | Alone, Pt. II World of Walker | Erstveröffentlichung: 26. November 2021 Alan Walker feat. Ava Max   |
| 2023 | The Motto Drive               | Erstveröffentlichung: 21. April 2023 Tiësto & Ava Max               |
| 2024 | Whatever Kygo                 | Erstveröffentlichung: 21. Juni 2024 Kygo feat. Ava Max              |
| 2025 | Tear Me Down ADHD 2           | Erstveröffentlichung: 18. Juli 2025 Joyner Lucas feat. Chris Brown  |

| Jahr | Titel Soundtrack             | Anmerkungen                                                                  |
| ---- | ---------------------------- | ---------------------------------------------------------------------------- |
| 2020 | On Me Scooby! Voll verwedelt | Erstveröffentlichung: 23. April 2020 Thomas Rhett & Kane Brown feat. Ava Max |
| 2023 | Choose Your Fighter Barbie   | Erstveröffentlichung: 21. Juli 2023                                          |

## Statistik

### Chartauswertung
|                     | DE    | AT    | CH    | UK    | US    |
| ------------------- | ----- | ----- | ----- | ----- | ----- |
| Nummer-eins-Alben   | DE—DE | AT—AT | CH—CH | UK—UK | US—US |
| Top-10-Alben        | DE2DE | AT2AT | CH2CH | UK1UK | US—US |
| Alben in den Charts | DE2DE | AT2AT | CH2CH | UK2UK | US2US |

|                       | DE     | AT     | CH     | UK     | US    |
| --------------------- | ------ | ------ | ------ | ------ | ----- |
| Nummer-eins-Singles   | DE1DE  | AT1AT  | CH1CH  | UK1UK  | US—US |
| Top-10-Singles        | DE4DE  | AT3AT  | CH4CH  | UK2UK  | US1US |
| Singles in den Charts | DE14DE | AT13AT | CH15CH | UK13UK | US5US |

### Auszeichnungen für Musikverkäufe
| Land/RegionAuszeichnungen für Musikverkäufe (Land/Region, Auszeichnungen, Verkäufe, Quellen) | Silber     | Gold       | Platin         | Diamant     | Verkäufe   | Quellen              |
| -------------------------------------------------------------------------------------------- | ---------- | ---------- | -------------- | ----------- | ---------- | -------------------- |
| Argentinien (CAPIF)                                                                          | —          | Gold1      | —              | —           | 10.000     | Einzelnachweise      |
| Australien (ARIA)                                                                            | —          | Gold1      | 10× Platin10   | —           | 735.000    | aria.com.au          |
| Belgien (BRMA)                                                                               | —          | 2× Gold2   | 4× Platin4     | —           | 200.000    | ultratop.be          |
| Brasilien (PMB)                                                                              | —          | Gold1      | 12× Platin12   | 2× Diamant2 | 860.000    | pro-musicabr.org.br  |
| Dänemark (IFPI)                                                                              | —          | 2× Gold2   | 9× Platin9     | —           | 830.000    | ifpi.dk              |
| Deutschland (BVMI)                                                                           | —          | 6× Gold6   | 3× Platin3     | Diamant1    | 3.400.000  | musikindustrie.de    |
| Finnland (IFPI)                                                                              | —          | —          | 11× Platin11   | —           | 380.000    | Einzelnachweise      |
| Frankreich (SNEP)                                                                            | —          | 3× Gold3   | 9× Platin9     | 2× Diamant2 | 2.666.666  | snepmusique.com      |
| Italien (FIMI)                                                                               | —          | 5× Gold5   | 6× Platin6     | —           | 570.000    | fimi.it              |
| Kanada (MC)                                                                                  | —          | —          | 24× Platin24   | —           | 1.920.000  | musiccanada.com      |
| Neuseeland (RMNZ)                                                                            | —          | Gold1      | 7× Platin7     | —           | 210.000    | radioscope.co.nz NZ2 |
| Niederlande (NVPI)                                                                           | —          | —          | 2× Platin2     | —           | 160.000    | nvpi.nl              |
| Norwegen (IFPI)                                                                              | —          | 3× Gold3   | 32× Platin32   | —           | 1.730.000  | ifpi.no              |
| Österreich (IFPI)                                                                            | —          | 4× Gold4   | 13× Platin13   | —           | 442.500    | ifpi.at              |
| Peru (UNIMPRO)                                                                               | —          | Gold1      | —              | —           | 3.000      | Einzelnachweise      |
| Polen (ZPAV)                                                                                 | —          | 6× Gold6   | 31× Platin31   | Diamant1    | 1.530.000  | olis.pl              |
| Portugal (AFP)                                                                               | —          | 2× Gold2   | 4× Platin4     | —           | 50.000     | Einzelnachweise      |
| Schweden (IFPI)                                                                              | —          | Gold1      | 2× Platin2     | —           | 240.000    | sverigetopplistan.se |
| Schweiz (IFPI)                                                                               | —          | 2× Gold2   | 6× Platin6     | —           | 150.000    | hitparade.ch         |
| Singapur (RIAS)                                                                              | —          | Gold1      | Platin1        | —           | 15.000     | rias.org.sg          |
| Spanien (Promusicae)                                                                         | —          | 3× Gold3   | 8× Platin8     | —           | 530.000    | elportaldemusica.es  |
| Taiwan (RIT)                                                                                 | —          | Gold1      | Platin1        | —           | 15.000     | Einzelnachweise      |
| Ungarn (MAHASZ)                                                                              | —          | —          | 3× Platin3     | —           | 12.000     | slagerlistak.hu      |
| Vereinigte Staaten (RIAA)                                                                    | —          | 4× Gold4   | 12× Platin12   | —           | 14.007.000 | riaa.com             |
| Vereinigtes Königreich (BPI)                                                                 | 2× Silber2 | 2× Gold2   | 8× Platin8     | —           | 5.800.000  | bpi.co.uk            |
| Insgesamt                                                                                    | 2× Silber2 | 52× Gold52 | 218× Platin218 | 6× Diamant6 |            |                      |